# Perdiu nord-africana

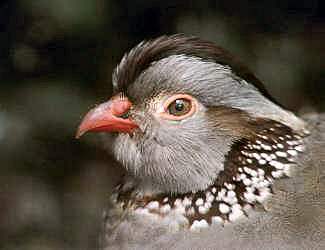
Detall del cap de la perdiu d'Àfrica

La perdiu d'Àfrica o perdiu mora a les Balears (Alectoris barbara) és una espècie d'ocell de la família dels fasiànids (Phasianidae) natural del nord d'Àfrica i utilitzat profusament com espècie cinegètica.

## Morfologia
- Fa 33 - 34 cm de llargària, amb una envergadura de 46 – 49 cm. Aspecte arrodonit i escàs dimorfisme sexual.
- Dors gris-marró i parts inferiors gris beix. Flancs vermellosos amb estretes vires blanques.
- Cara gris clar amb un ampli collar marró vermellós clapejat de clar. Banda fosca pel front, capell i clatell.
- Potes i bec de color rogenc.
- Cant similar al de la perdiu roja, però una mica més agut.

## Hàbits
Espècie sedentària. Quan és molestada s'estima més córrer que volar. Si cal, farà un vol ràpid i curt amb les seves arrodonides ales.

## Hàbitat i distribució
Habita terrenys àrids i estepàrids arribant al límits de terres de conreu del nord d'Àfrica, des del Marroc fins al nord-oest d'Egipte. Va ser introduït a les illes Canàries, Sardenya, el sud de la península Ibèrica i altres llocs.

## Reproducció

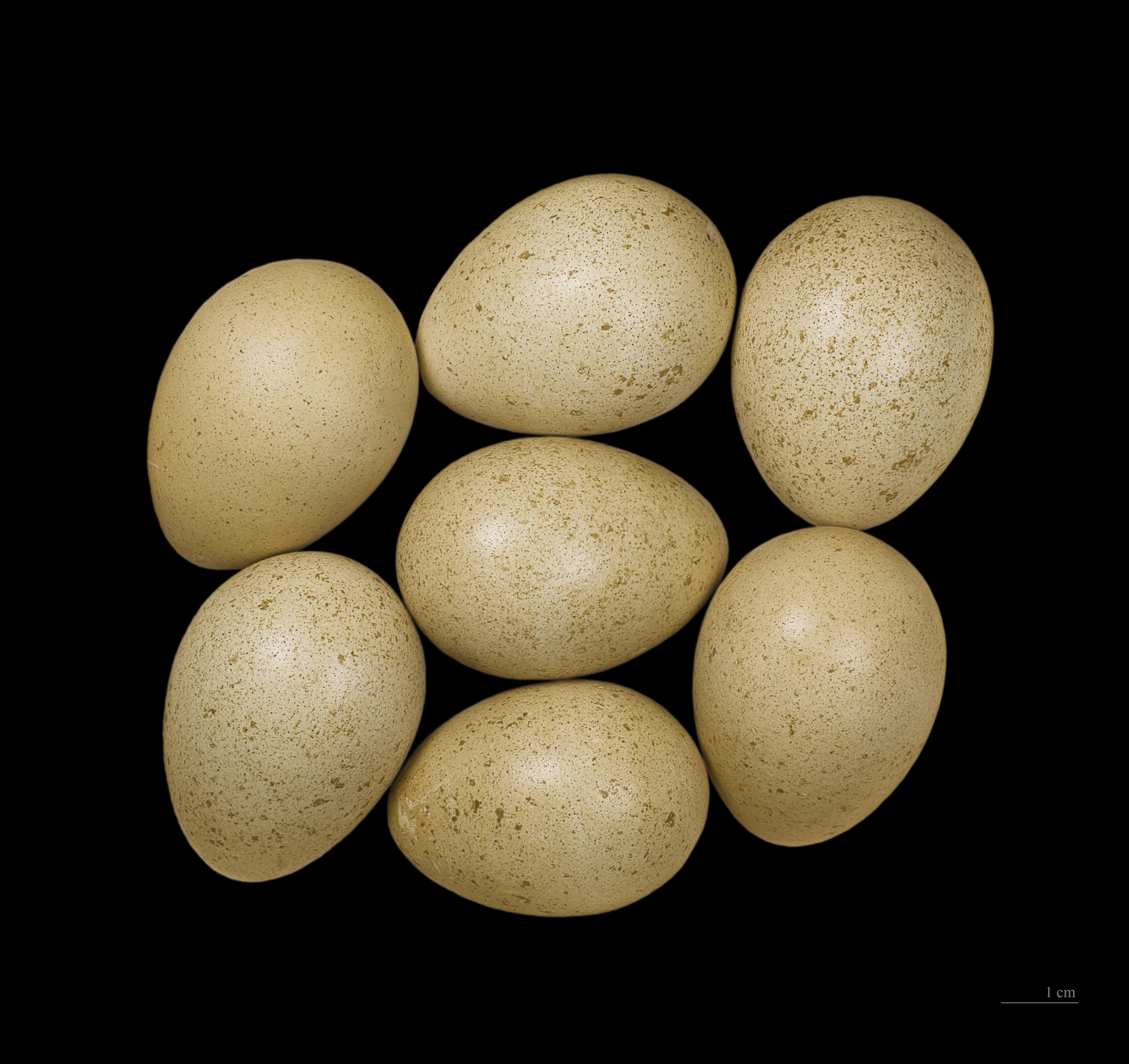
Alectoris barbara

Espècie monògama, les parelles es formen en primavera. Fan un niu a terra, folrat de plomes i fulles, on ponen 10 a 16 ous que coven durant 25 dies. Els perdigons abandonen el niu al poc de nàixer i poden volar als 10 dies.

## Alimentació
Poden menjar una gran varietat de llavors, fulles, brots i raïls. També, sobretot els joves, poden menjar insectes.

## Llista de subespècies
S'han descrit quatre subespècies:
- A. b. barbara (Bonnaterre, 1792). De les zones septentrionals del Marroc i d'Algèria.
- A. b. barbata (Reichenow, 1896). Líbia i el nord-oest d'Egipte.
- A. b. koenigi (Reichenow, 1899). Del nord-oest del Marroc.
- A. b. spatzi (Reichenow, 1895). Del sud del Marroc, al sud de Tunis, a través del centre d'Algèria.